# Daniel Quertainmont
Daniel Quertainmont es un deportista belga que compitió en vela en la clase 470. Ganó dos medallas en el Campeonato Europeo de 470, oro en 1967 y bronce en 1971.

## Palmarés internacional
| Campeonato Europeo | Campeonato Europeo     | Campeonato Europeo | Campeonato Europeo |
| Año                | Lugar                  | Medalla            | Clase              |
| ------------------ | ---------------------- | ------------------ | ------------------ |
| 1967               | Lacanau (Francia)      | Medalla de oro     | 470                |
| 1971               | Southend (Reino Unido) | Medalla de bronce  | 470                |